# آراسی بالابانیان
آراسی بالابانیان (ارمنی: Արասի Բալաբանյան; انگلیسی: Aracy Balabanian؛ ۲۲ فوریهٔ ۱۹۴۰–۷ اوت ۲۰۲۳) بازیگر تله‌نوولا، تلویزیون و سینما ارمنی‌تبار اهل برزیل بود.

## زندگی‌نامه
آراکسی از والدینی ارمنی به نام‌های رافائل و استر بالابانیانس در کامپوگرانده در ایالت ماتوگروسو جنوبی، برزیل به دنیا آمد. پدر و مادر آراسی به دلیل گسترش نسل‌کشی ارمنی‌ها توسط ترک‌های عثمانی از امپراتوری عثمانی گریخته و به برزیل مهاجرت کرده بودند. آراسی در سن پانزده سالگی به همراه والدینش به سائو پائولو نقل مکان نمود و در پرورش هفت بردار کوچکترش به والدینش کمک نمود. امتحان ورودی علوم اجتماعی دانشکده هنرهای نمایشی دانشگاه سائو پائولو را با موفقیت گذراند.

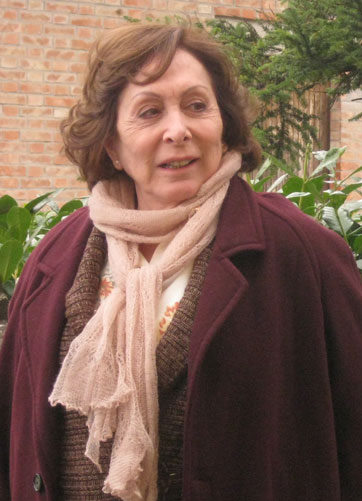